# Paullina (Iowa)
Paullina – miasto w Stanach Zjednoczonych, w stanie Iowa, w hrabstwie O’Brien. Zgodnie ze spisem statystycznym z 2000 roku, miasto liczyło 1124 mieszkańców.